# Sengann mac Dela
Sengann mac Dela (gaélique : Seangann), fils de Dela, des Fir Bolg, il est un Ard ri Erenn mythique de l'Irlande, et succède à ses frères Gann et Genann. Son épouse est Anust.
Lorsque les Fir Bolg envahissent l'Irlande les cinq fils de Dela divisent l'île entre eux. Sengann accoste avec Gann à Inber Dubglaise et ensemble il partage le Munster, Sengann prend le sud et Gann le nord de la province.
Après la mort de la peste de ses frères Gann et Genann, Sengann règne sur l'Irlande pendant cinq ans, avant d'être tué par Fiacha Cennfinnán, fils de Starn son petit-neveu.

## Sources primaires
- Lebor Gabála Érenn
- Annales des quatre maîtres
- Geoffrey Keating Foras Feasa ar Érinn

## Source
- (en) Cet article est partiellement ou en totalité issu de l’article de Wikipédia en anglais intitulé « Sengann mac Dela » (voir la liste des auteurs), édition du 10 avril 2012.